# قروجه‌اورن، قسطمونی
قروجه‌اورن (به ترکی استانبولی: Kurucaören) یک منطقهٔ مسکونی در ترکیه است که در قسطمونی واقع شده‌است.